# Ázsiai és Csendes-óceáni Gazdasági Együttműködés
Az Ázsiai és Csendes-óceáni Gazdasági Együttműködés (APEC, Asia-Pacific Economic Cooperation) egy, az ázsiai és a csendes-óceáni térségben létrejött gazdasági és politikai szövetség. A tagállamok államfői (kivételt képez Tajvan) évente az „APEC Gazdasági Vezetők Találkozóján” tárgyalnak egymással, amelyet mindig az egyik tagállam rendez. A szövetség híres arról a szokásáról, hogy a vezetők a találkozókon a szervező ország nemzeti öltözetét viselik.
1989-ben hozták létre Canberrában. Problémák: nagy eltérések voltak a tagok között gazdasági fejlettségi szinten. Rivalizálás folyik az USA és Japán között (az USA gyors liberalizációt akar, Japán pedig lassút). Határozataik nem kötelező érvényűek.
Legfőbb céljaik: szabadkereskedelem és a tőkeáramlás előtti akadályok lebontása. Terveik szerint a fejlett országok 2010-re, a fejlődőek pedig 2020-ra lebontják a szabadkereskedelmi akadályokat a többi ország előtt.

## Tagállamok gazdaságában részt vevő országok[1]
| Gazdasági ország | Tagság óta |
| ---------------- | ---------- |
| Ausztrália       | 1989       |
| Brunei           | 1989       |
| Kanada           | 1989       |
| Indonézia        | 1989       |
| Japán            | 1989       |
| Dél-Korea        | 1989       |
| Malajzia         | 1989       |
| Új-Zéland        | 1989       |
| Fülöp-szigetek   | 1989       |
| Szingapúr        | 1989       |
| Thaiföld         | 1989       |
| Egyesült Államok | 1989       |
| Kína             | 1991       |
| Hongkong         | 1991       |
| Tajvan           | 1991       |
| Mexikó           | 1993       |
| Pápua Új-Guinea  | 1993       |
| Chile            | 1994       |
| Peru             | 1998       |
| Oroszország      | 1998       |
| Vietnám          | 1998       |

## Éves csúcstalálkozók[2]
Az Ázsiai és Csendes-óceáni Gazdasági Együttműködés évente legalább 1 csúcstalálkozót tart, a csúcstalálkozónak otthont adó tagországról véletlenszerűen döntenek a tagok szerint:
| A csúcstalálkozó dátuma          | Hányan a megalakulás óta: | Fogadó állam:    | A fogadó állam városa:           |
| -------------------------------- | ------------------------- | ---------------- | -------------------------------- |
| 1989. november 6–7.              | 1.                        | Ausztrália       | Canberra                         |
| 1990. július 29–31.              | 2.                        | Szingapúr        | Szingapúr                        |
| 1991. november 12–14.            | 3.                        | Dél-Korea        | Szöul                            |
| 1992. szeptember 10–11.          | 4.                        | Thaiföld         | Bangkok                          |
| 1993. november 19–20.            | 5.                        | Egyesült Államok | Blake-sziget                     |
| 1994. november 15–16.            | 6.                        | Indonézia        | Bogor                            |
| 1995. november 18–19.            | 7.                        | Japán            | Oszaka                           |
| 1996. november 24–25.            | 8.                        | Fülöp-szigetek   | Manila/Subic                     |
| 1997. november 24–25.            | 9.                        | Kanada           | Vancouver                        |
| 1998. november 17–18.            | 10.                       | Malajzia         | Kuala Lumpur                     |
| 1999. szeptember 12–13.          | 11.                       | Új-Zéland        | Auckland                         |
| 2000. november 15–16.            | 12.                       | Brunei           | Bandar Seri Begawan              |
| 2001. október 20–21.             | 13.                       | Kína             | Sanghaj                          |
| 2002. október 26–27.             | 14.                       | Mexikó           | Los Cabos                        |
| 2003. október 20–21.             | 15.                       | Thaiföld         | Bangkok                          |
| 2004. november 20–21.            | 16.                       | Chile            | Santiago                         |
| 2005. november 18–19.            | 17.                       | Dél-Korea        | Puszan                           |
| 2006. november 18–19.            | 18.                       | Vietnám          | Hanoi                            |
| 2007. szeptember 8–9.            | 19.                       | Ausztrália       | Sydney                           |
| 2008. november 22–23.            | 20.                       | Peru             | Lima                             |
| 2009. november 14–15.            | 21.                       | Szingapúr        | Szingapúr                        |
| 2010. november 13–14.            | 22.                       | Japán            | Jokohama                         |
| 2011. november 12–13.            | 23.                       | Egyesült Államok | Honolulu                         |
| 2012. szeptember 9–10.           | 24.                       | Oroszország      | Vlagyivosztok                    |
| 2013. október 5–7.               | 25.                       | Indonézia        | Bali                             |
| 2014. november 10–11.            | 26.                       | Kína             | Peking                           |
| 2015. november 18–19.            | 27.                       | Fülöp-szigetek   | Pasay                            |
| 2016. november 19–20.            | 28.                       | Peru             | Lima                             |
| 2017. november 10–11.            | 29.                       | Vietnám          | Đà Nẵng                          |
| 2018. november 17–18.            | 30.                       | Pápua Új-Guinea  | Port Moresby                     |
| 2019. november 16–17. (Törölve)  | Nulla                     | Chile            | Santiago                         |
| 2020. november 20.               | 31.                       | Malajzia         | Kuala Lumpur (Online közvetítés) |
| 2021. július 16. és november 12. | 32.                       | Új-Zéland        | Auckland (Online közvetítés)     |
| 2022. november 18–19.            | 33.                       | Thaiföld         | Bangkok                          |
| 2023. november 15–17.            | 34.                       | Egyesült Államok | San Francisco                    |
| 2024. november 10–16             | 35.                       | Peru             | Cuzco                            |